# سکام

ان‌تی‌اس‌سی
سکام
پال

سکام، (به فرانسوی Séquentiel couleur à mémoire به معنای رنگ متوالی همراه با حافظه) سامانه تلویزیون رنگی آنالوگ است که نخستین بار در فرانسه ابداع شد. این سامانه را تیمی به سرپرستی هنری دو فرانس که در شرکت تلویزیونی فرانسه که بعدها توسط تامسون خریداری شد، ابداع کردند. این سامانه از جهت تاریخی اولین سامانه رنگی استاندارد اروپایی به‌شمار می‌رود.